# 王祺 (萬曆進士)
王祺（1552年—？），字兆吉，號鳳梧，直隸大名府開州人，民籍，明朝政治人物。

## 生平
萬曆七年（1579年）己卯科順天府鄉試第六十二名，萬曆十一年（1583年）癸未科會試第三百二十名，登二甲第五十六名進士。兵部觀政，十三年授刑部主事，十五年降調河東運判，十八年升大理寺评事，丁憂，二十年降用，二十一年改順天府學教授，二十二年升國子監助教，二十三年升临洮府通判，本年革职为民。

## 家族
曾祖王洧；祖父王崇憲，曾任監生；父王曰銓。母邊氏；繼母周氏；繼母史氏。